# Giorgia Birkeland
Giorgia Birkeland (ur. 14 czerwca 2002 w Scandiano) – amerykańska łyżwiarka szybka, brązowa medalistka mistrzostw świata, olimpijka.

## Wyniki

### Igrzyska olimpijskie
| Rok  | Gospodarz | bieg masowy |
| ---- | --------- | ----------- |
| 2022 | Pekin     | 13          |

### Mistrzostwa świata juniorów
| Rok  | Gospodarz           | 500 m | 1000 m | 1500 m | 3000 m | bieg masowy | wielobój |
| ---- | ------------------- | ----- | ------ | ------ | ------ | ----------- | -------- |
| 2020 | Tomaszów Mazowiecki | 40    | 19     | 15     | 21     | 8           | 11       |